# Altenberg (Szászország)
Altenberg) egy település Szászországban, Odenthal közelében található. A Keleti-érchegységben folyó ónbányászat központja.

## Fekvése
Chemnitztől keletre, a Müglitz folyó völgyében fekvő település.

## Története
A város keletkezését az ónkitermelésnek köszönheti. Városjogot a településnek a szász választófejedelem adományozott 1451-ben. Az ón exportja a 16. században indult meg, Ausztriától a skandináv országokig.
A 700-800 méter magasságban, a Geisingberg és a Kahlenberg, a Keleti-Érchegység legmagasabb csúcsa között fekvő hegyi városka szép környéke, kitűnő levegője miatt kedvelt üdülőhely is.

## Nevezetességek
Bergischer Dom épülete híres, ami cisztercita katedrális. A gótikus épület 1259 és 1379 között épült. A cisztercita katedrálisok közös jellemzője, hogy nem építenek tornyokat. Fontos az Áldott Szűz Mária megkoronázása-oltár, ami a 15. században készült.
A 14. században készült a Mennybemenetel díszítése, az oltáriszentség-tartó 1490-ből való. Jelenleg a Bergischer Dómban katolikus és protestáns hívők gyakorolják vallásukat.
Altenberg ismert továbbá a Marchenwardról is.

## Galéria

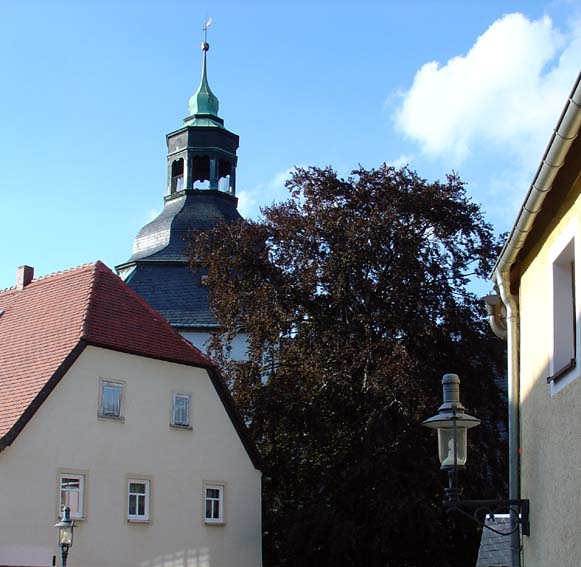
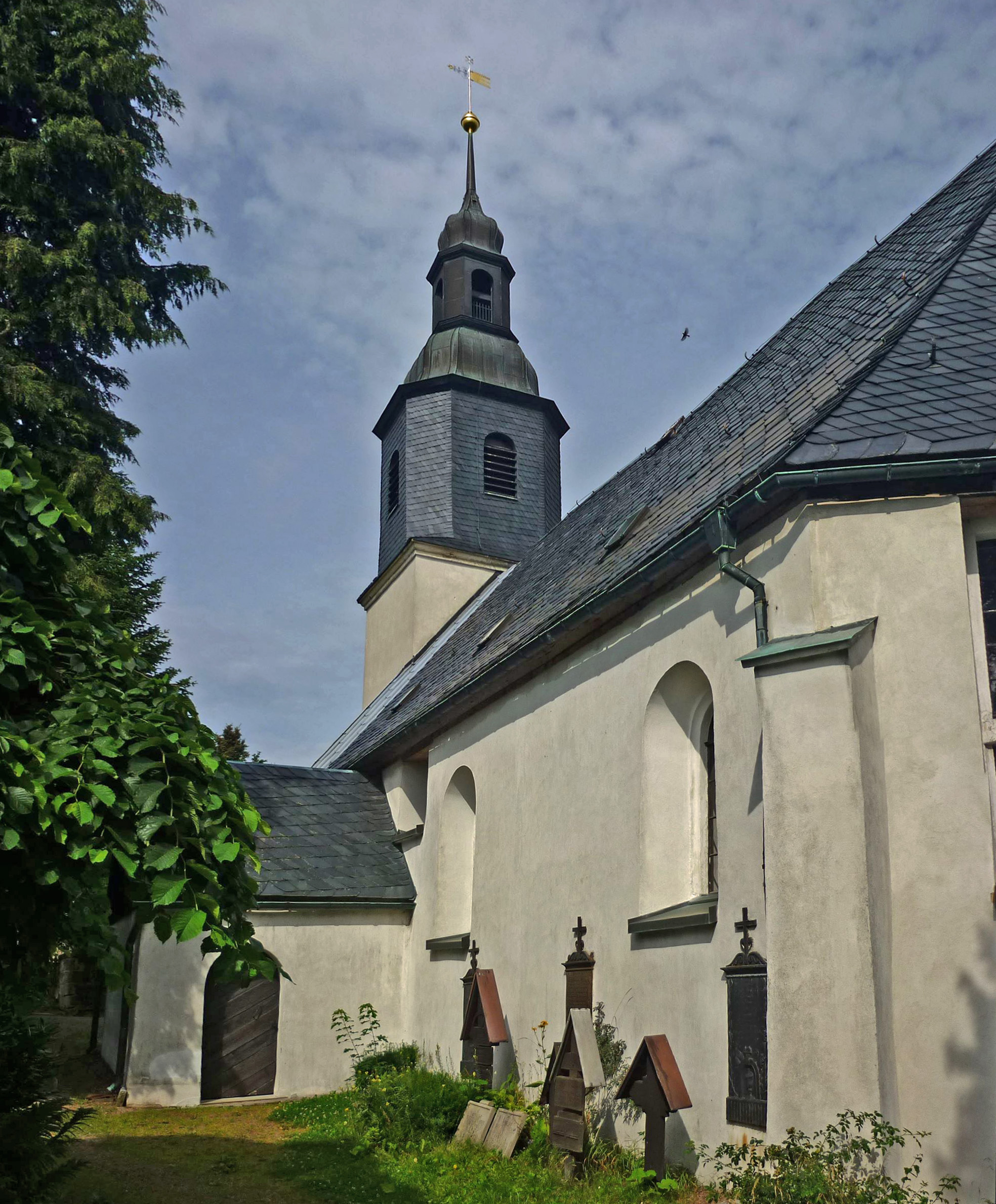
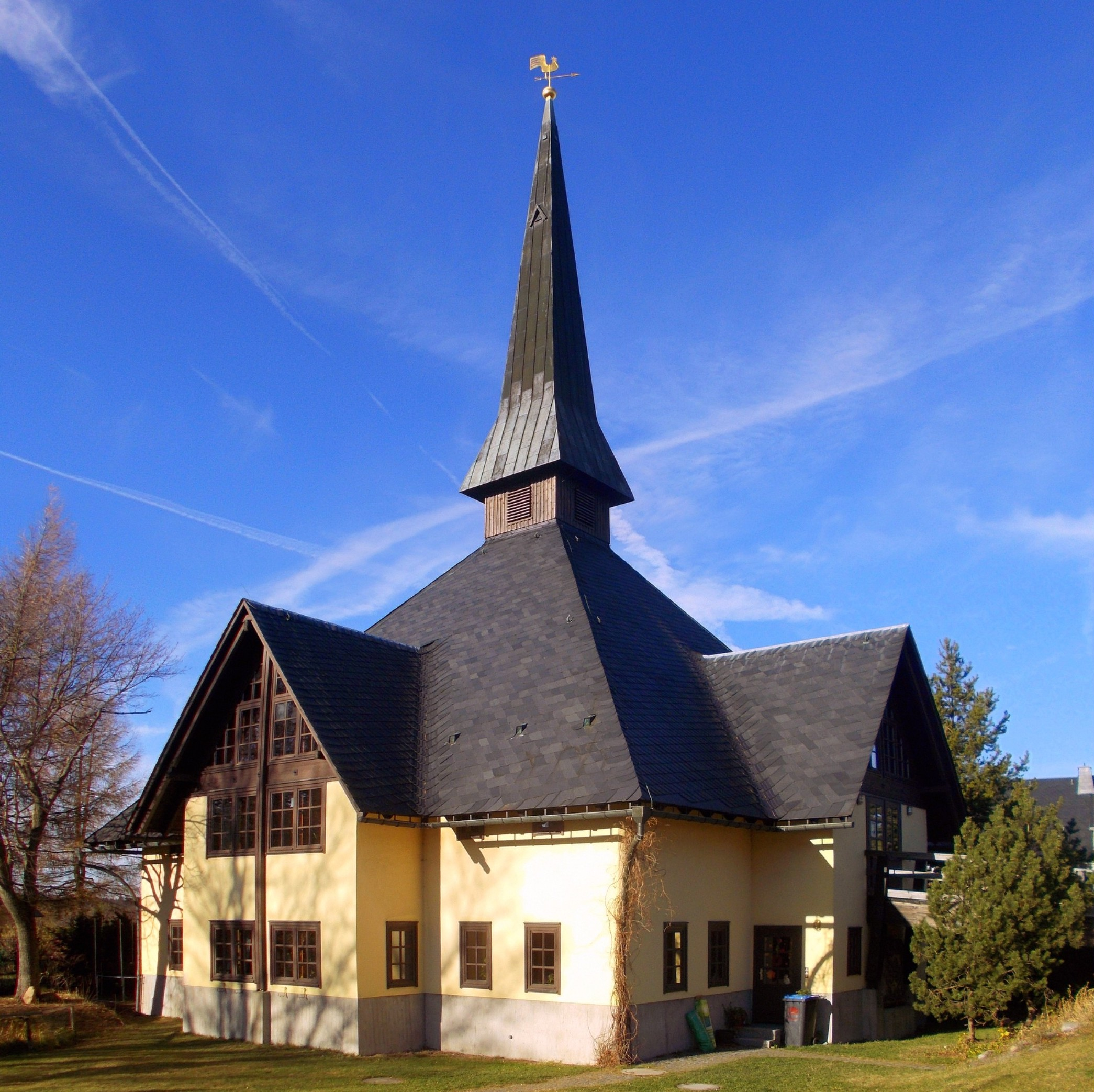
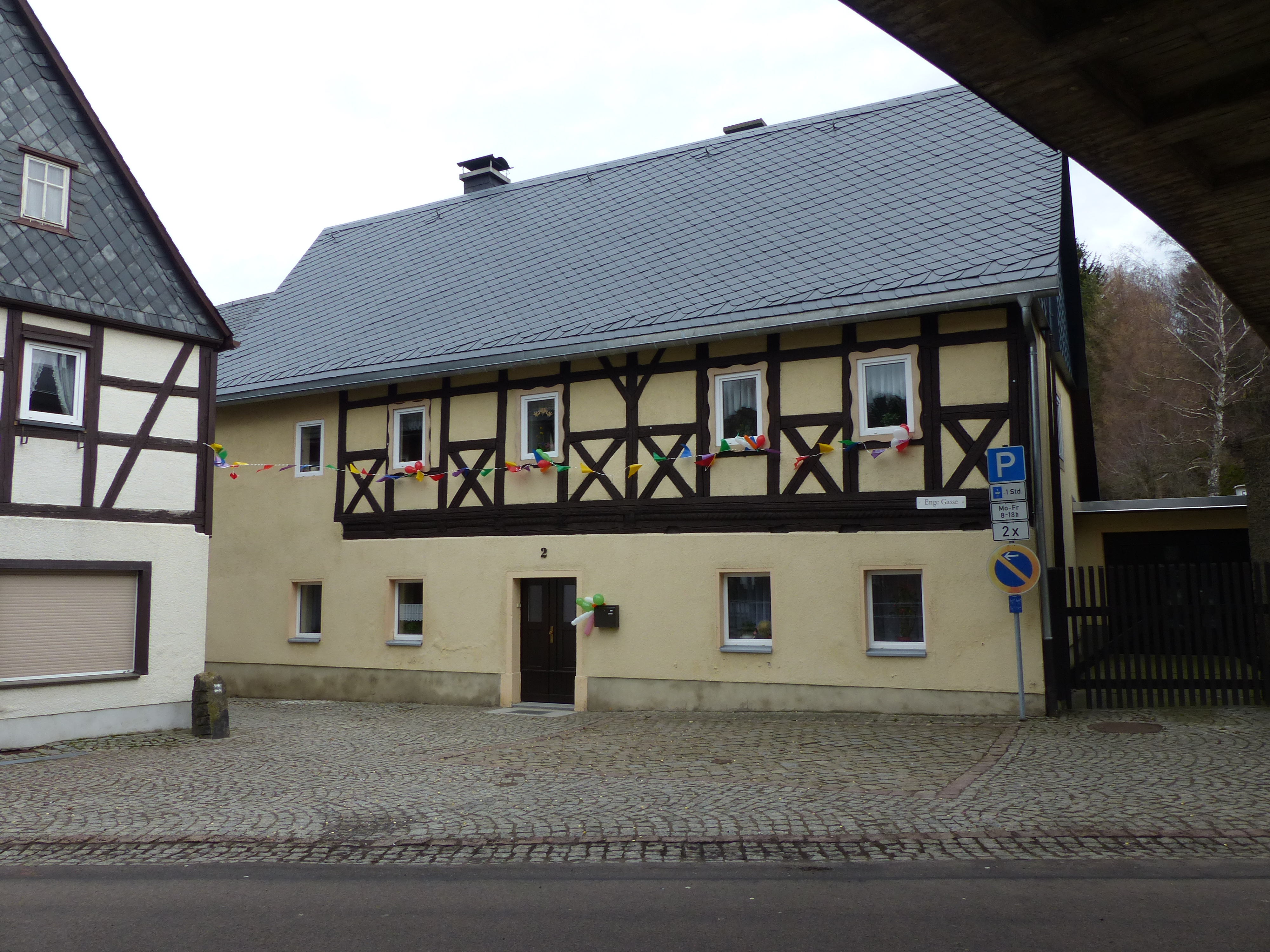
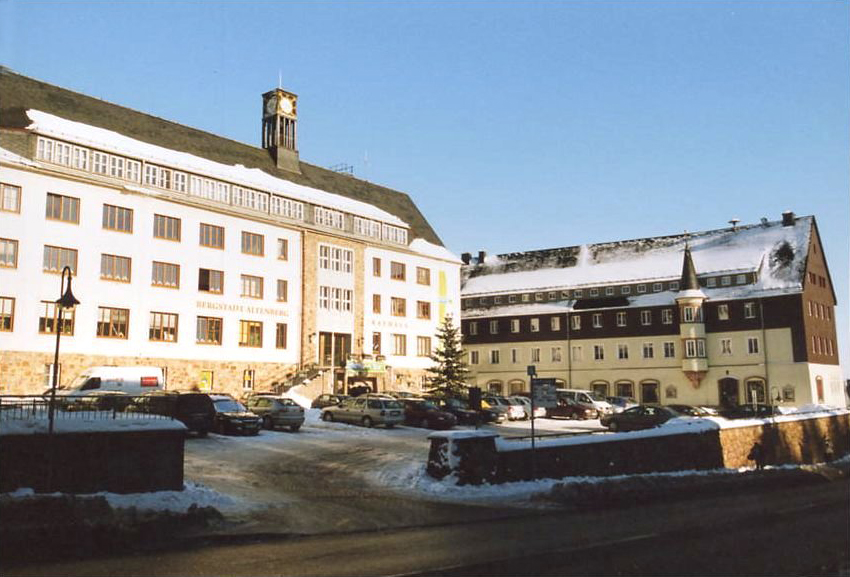
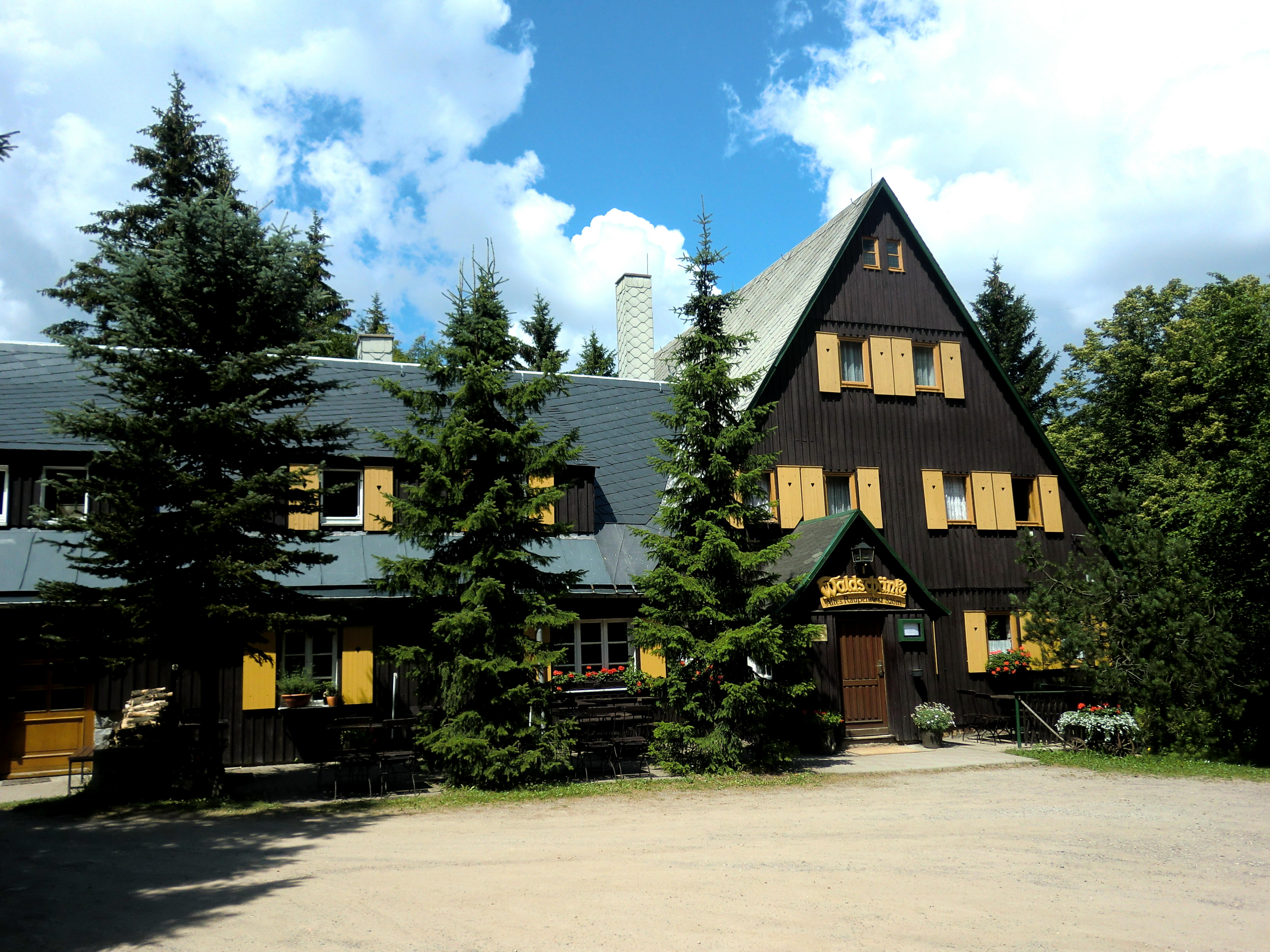
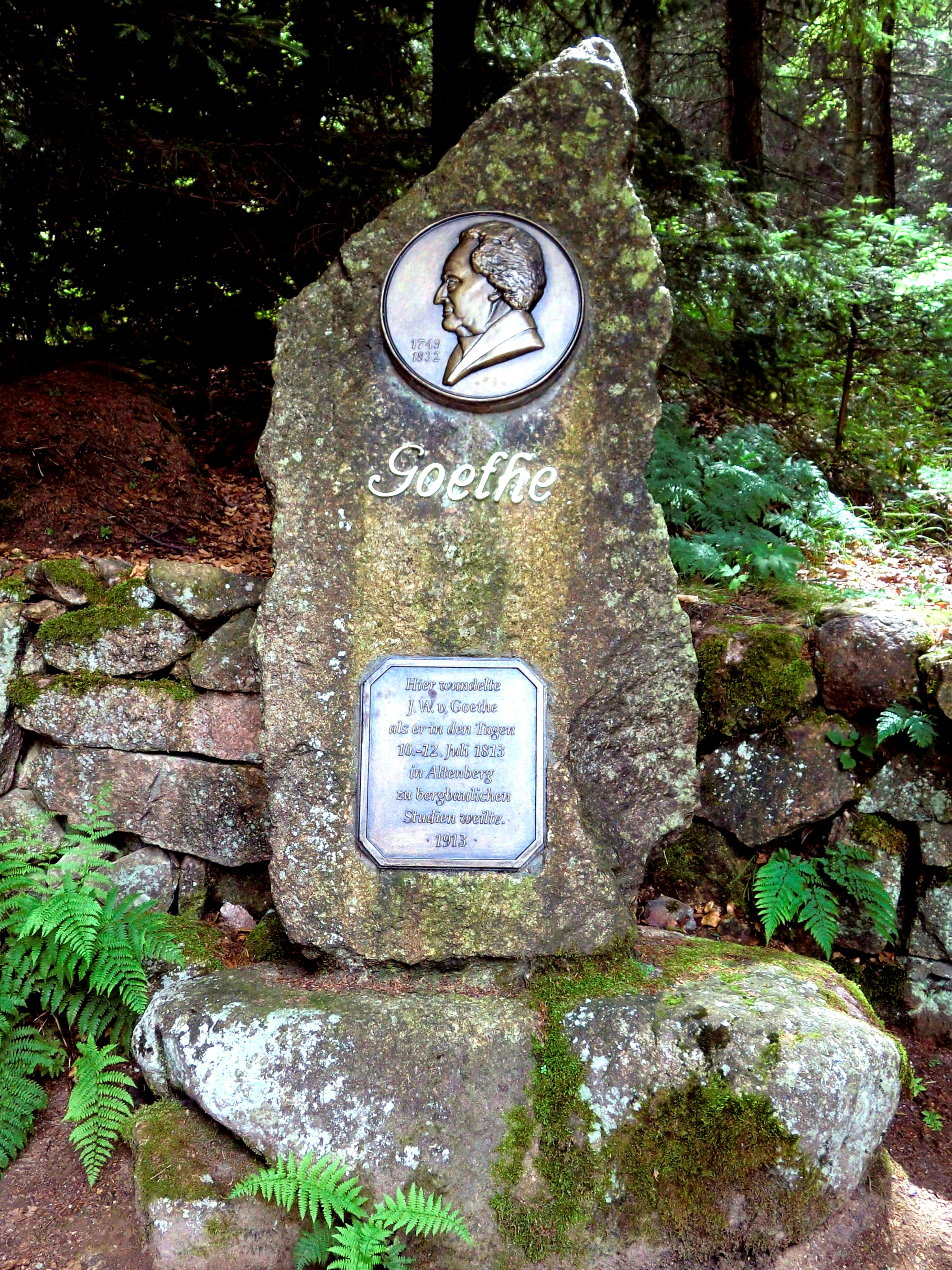